# Amur-Bund

Symbol des Amur-Bundes

Der Amur-Bund (jap. 黒龍会, Kokuryūkai, engl. Black Dragon Society, dt. auch Schwarzer-Drachen-Bund oder Gesellschaft des Schwarzen Drachen) war eine prominente paramilitärische, ultranationalistische (Uyoku) Gruppierung im Kaiserreich Japan. Im Jahr 2008 wurde die Organisation unter dem alten Namen neu gegründet.

## Geschichte

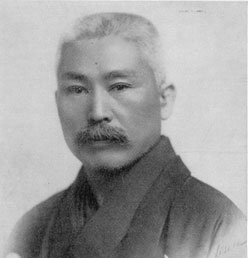
Gründer des Amur-Bundes Uchida Ryōhei

Die Kokuryūkai wurde 1901 von Uchida Ryōhei gegründet, der Mitglied der Gen’yōsha war und die damit als Vorbild diente. Der Name der Gruppe stammt vom Fluss Amur, dessen chinesische Schriftzeichen (chinesisch 黑龍江, Pinyin hēilóng jiāng – „Fluss des Schwarzen Drachen“) im Japanischen als Kokuryū-kō gelesen werden. Das erklärte Ziel der Gruppe war es, das Russische Reich aus Ostasien südlich des Amur zu vertreiben.
Zu Anfang distanzierte sich die Kokuryūkai entschieden von den kriminellen Machenschaften der Gen’yōsha. Dies zahlte sich aus, indem bald Kabinettsminister und professionelle Geheimagenten zu ihren Mitgliedern zählten. Im Laufe der Zeit wandte auch sie jedoch kriminelle Taten als Mittel zum Zweck an.
Zur Verbreitung ihrer Positionen gab sie mehrere Zeitschriften heraus: die Kokuryū (黒竜, dt. „Amur“), die Ajia Jiron (亜細亜時論, dt. „asiatische Zeitkritik“), die Kaihō (解放, dt. „Befreiung, Emanzipation“), die Tōa Geppō (東亜月報, dt. „ostasiatischer Monatsbericht“). Die Kaihō wurde wegen Extremismus verboten und die Tōa Geppō, als Nachfolgerin der Kokuryū, durch ihren Druck in chinesischer Schreibweise (Kambun) auch in Korea und China publiziert. Daneben wurde mit The Asian Review auch eine englischsprachige Zeitschrift veröffentlicht. Unterstützt wurde sie von verschiedenen japanischen Großunternehmen, darunter auch Banken und Handelshäuser.
Der Bund betrieb eine Spionageausbildungsstätte, von der aus sie Agenten zur geheimdienstlichen Beobachtung der russischen Aktivitäten nach Russland, der Mandschurei, Korea und dem Kaiserreich China schickte. Sie übte Druck auf japanische Politiker aus eine Außenpolitik der Stärke anzuwenden. Im Rahmen ihres Pan-Asianismus unterstützte sie auch Revolutionäre wie Sun Yat-sen in China und Emilio Aguinaldo auf den Philippinen finanziell.
Während des Russisch-Japanischen Krieges, der japanischen Annexion Koreas und der Sibirischen Intervention nutzte die Kaiserlich Japanische Armee das Netzwerk der Kokuryūkai zur Spionage, Sabotage und für Mordanschläge. So organisierte sie mandschurische Guerilla-Einheiten von chinesischen Kriegsherrn – der bekannteste dabei war Chang Tso-lin – und Banditenführern, die gegen die Russen kämpften. Der Amur-Bund führte gemeinsam mit der Armee auch eine erfolgreiche psychologische Kriegsführung, verbreitete Falschinformationen und Propaganda, bot sich aber auch als Übersetzer für die Armee an.
Die Kokuryūkai unterstützte auch den Spion Akashi Motojirō, der jedoch nicht Mitglied des Bundes war. Dieser führte Operationen in China, der Mandschurei und Sibirien durch und knüpfte Kontakte zu Muslimen in Zentralasien. Der Amur-Bund hatte zudem engen Kontakt bis hin zu Bündnissen mit verschiedenen buddhistischen Sekten in Asien.
Während der 1920er und 1930er Jahren entwickelte sich die Kokuryūkai zu einer regulären politischen Organisation und griff öffentlich liberales und linkes Gedankengut an. Obwohl sie nie mehr als ein paar Dutzend Mitglieder besaß, waren unter diesen führende Regierungsmitglieder, Militärs und Wirtschaftsführer, die ihr einen größeren politischen Einfluss gab als den meisten anderen ultranationalistischen Gruppierungen.
Auch expandierte die Kokuryūkai in den 1930er Jahren weltweit und platzierte Agenten in Äthiopien, der Türkei, Marokko, Südostasien, Südamerika, Europa und den Vereinigten Staaten.

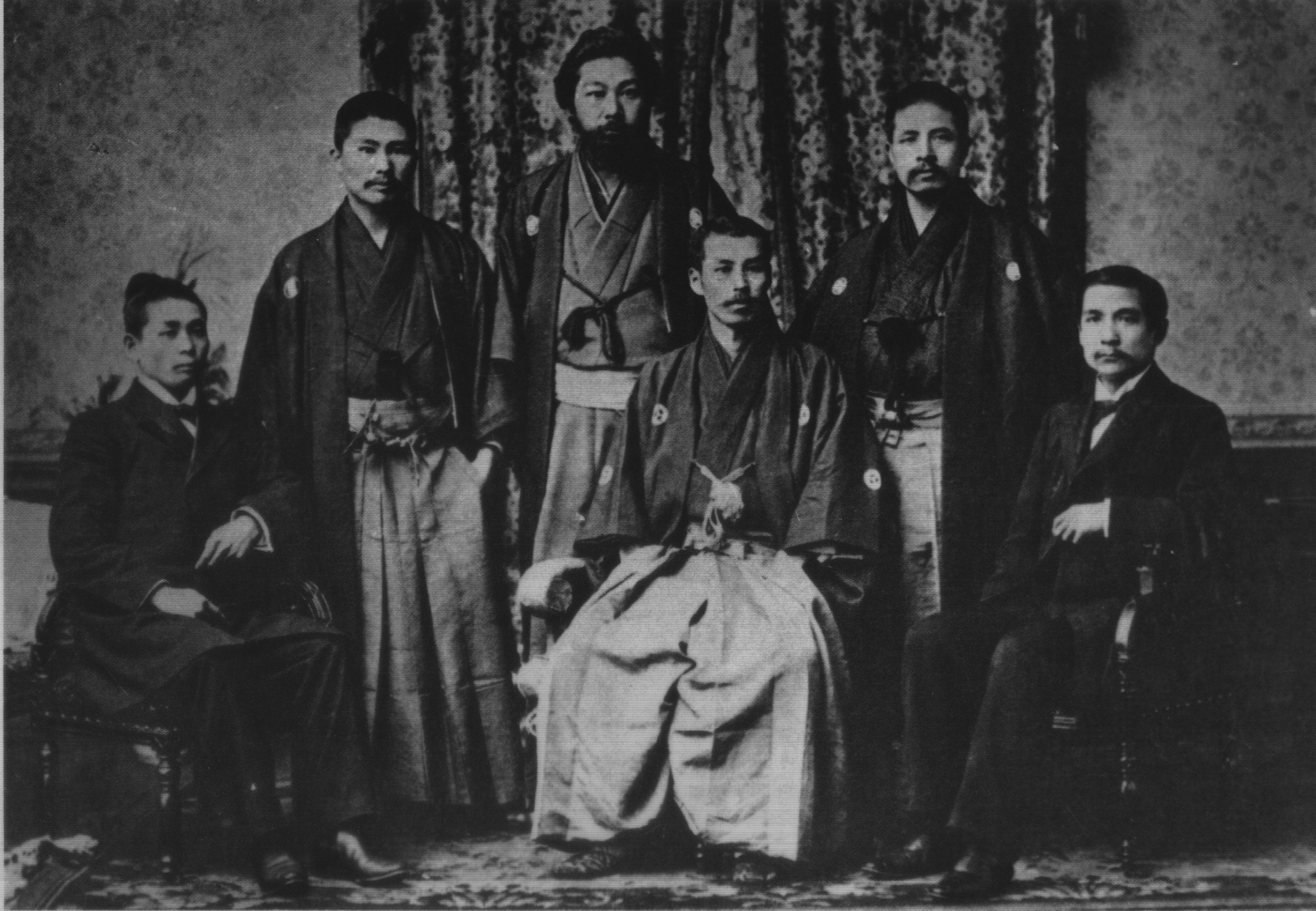
Der Gründer der Kuomintang und der Republik China (1912–1949) Sun Yat-sen in Tokyo mit Mitgliedern der Kokuryūkai 1900.

Die Kokuryūkai wurde 1946 von den US-Besatzungsbehörden aufgelöst. Die Organisation wurde jedoch 1961 als Kokuryū Kurabu (Amur-Klub) wieder neugegründet, hatte aber nie mehr als 150 Mitglieder. Im Jahr 2008 nahm sie den alten Namen wieder an. Heute ist sie vor allem in Japan, Südkorea, Nordkorea, der Volksrepublik China und Russland aktiv und betreibt einige Kampfsportvereine, Literaturvereine und andere politische Einrichtungen. Sie beschreibt sich selbst als „japanische Speerspitze“ im Pan-Asianismus. Japanischer Nationalismus wird nicht nur gefördert, sondern als zentrales Element der Ideologie gesehen. Es bestehen Verbindungen zu Nippon Kaigi. Der aktuelle Leiter ist aus der Familie Tanaka.

## Vereinigte Staaten
Die Kokuryūkai wurde von der US-Boulevardpresse und -Regierungsstellen sensationsheischend bzw. propagandistisch ausgeschlachtet. Es entstanden reißerische Romane und Kurzgeschichten die die Vereinigung mit allen möglichen kriminellen Aktivitäten in Verbindung setzte, und Regierungsstellen nutzten ihre Existenz zum Beleg einer „Fünften Kolonne“ unter den japanischstämmigen Amerikanern und schließlich als Grund zur Internierung japanischstämmiger Amerikaner.
Die Organisation wurde vom FBI auch als Unterstützer von schwarzen, nationalistischen Organisationen ausgemacht, die 1942 der Volksverhetzung angeklagt wurden, vor allem Mittie Maud Lena Gordons Peace Movement for Ethiopia, aber auch der Brotherhood of Liberty for the Black People of America und der Nation of Islam.
Am 27. März 1942 verhaftete das FBI 139 mutmaßliche Mitglieder des Amur-Bundes im San Joaquin Valley, Kalifornien.